# Bão Flossie (2007)
Bão Flossie là áp thấp thứ chín, bão nhiệt đới thứ sáu, bão mạnh thứ hai, bão lớn cấp bốn duy nhất và mạnh nhất của mùa bão Đông Bắc Thái Bình Dương 2007. Flossie xuất hiện gần như cùng lúc với cơn siêu bão cấp năm Sepat ở Tây Bắc Thái Bình Dương và cuồng phong cấp năm Dean ở Bắc Đại Tây Dương, hình thành từ một nhiễu động nhiệt đới đối lưu rất yếu di chuyển từ châu Phi qua Bắc Đại Tây Dương rồi đến Đông Bắc Thái Bình Dương, đến đây thì nhiễu động nhiệt đới đối lưu này đã hội tụ đủ các yếu tố thành bão. 

## Diễn biến
- Ngày 8 tháng 8 năm 2007, nhiễu động được Hải Quân Hoa Kỳ (Joint Typhoon Warning Center viết tắt là JTWC) và Cơ quan khí Tượng Quốc gia Hoa Kỳ Miami đồng nhất nâng cấp lên thành ấp thấp nhiệt đới 09E (Tropical Depression 09E).
- Ngày 9 tháng 8, ấp thấp nhiệt đới 09S tiếp tục nạp năng lượng trên đường đi và mạnh thành bão nhiệt đới (Tropical Storm 09E), được đặt tên là "Flossie".
- Ngày 10 tháng 8, Flossie đã hiện rõ mắt bão và được nâng lên cấp bão mạnh số 1 (cấp một trong thang bão Saffir-Simpson),(Hurricane 09E).
- Ngày 11 tháng 8, nó đã lên mức bão lớn đầu tiên (cấp 3 trong thang bão Saffir-Simpson)sau khi qua cấp 1 và 2.
- Chưa dừng ở đó, Flossie tiếp tục mạnh lên cấp độ 4 với sức gió mạnh nhất gần tâm bão trong 1 giây là 240 km/h, áp suất thấp nhất gần tâm khoảng 930 mbar (hPa) và tiến vào vùng Trung tâm Thái Bình Dương. Flossie vẫn giữ cấp 4 cho đến ngày 14 tháng 8, khi ở vùng Trung tâm Thái Bình Dương, Flossie gặp phải đới gió nghịch chiều, nước biển lạnh không đủ năng lượng và kể cả lực tương tác với cơn siêu bão Sepat ở Tây Bắc Thái Bình Dương nên suy yếu rất nhanh. Hải Quân Hoa Kỳ và Cơ quan khí Tượng Quốc gia Hoa Kỳ Miami Dự báo là Flossie sẽ đổ bộ vào đổ bộ qua đảo Hawaii nhưng thực tế chỉ là ảnh hưởng qua không đáng kể.
- Ngày 16 tháng 8, Flossie chỉ còn là một vùng tàn dư, vùng tàn dư của Flossie tiếp tục di chuyển qua Tây Bắc Thái Bình Dương và tan dần.